# Ciclopista della valle dell'Adige
La ciclopista della valle dell'Adige è una pista ciclabile che parte ufficialmente dal passo di Resia, ovvero dalla sorgente del fiume Adige, e conduce fino alla sua foce a Rosolina nel mar Adriatico.
La prima parte fino a Bolzano viene descritta nella ciclabile della Val Venosta e poi proseguendo ancora lungo la provincia di Bolzano e successivamente la provincia di Trento, sviluppandosi poi nella regione del Veneto dove vengono attraversate le provincie di Verona e quella di Rovigo, con un piccolo passaggio anche in provincia di Venezia dove l'Adige attraversa Cavarzere.
Questa pista ciclabile rientra nel progetto della ciclopista del Sole che nelle intenzioni dovrebbe collegare tutta l'Italia da nord a sud e che fa parte del progetto EuroVelo 7, uno dei percorsi del sistema europeo di piste ciclabili.

## Descrizione

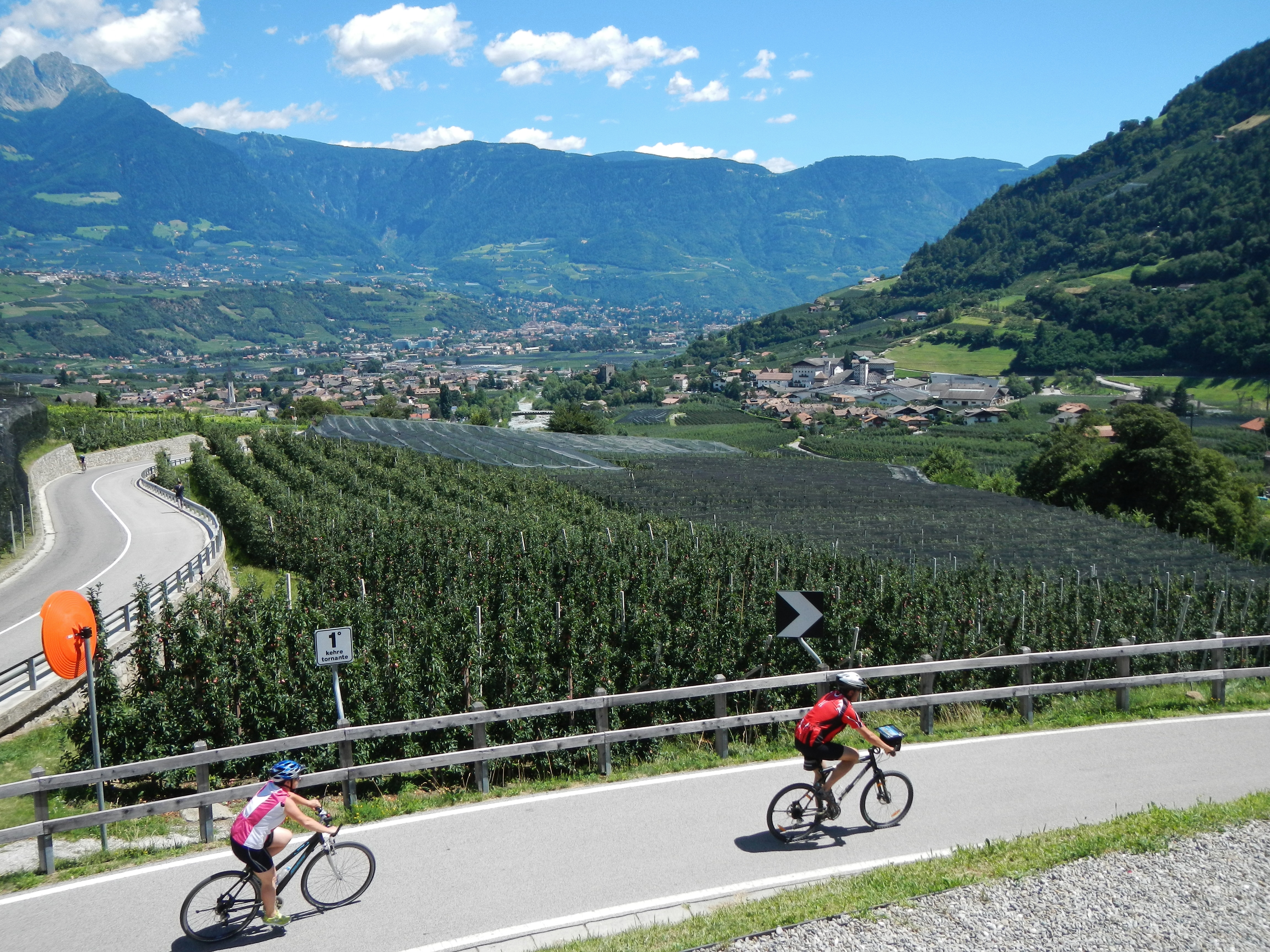
La ciclabile della Val Venosta nei pressi di Lagundo

### Tratto Alto Adige

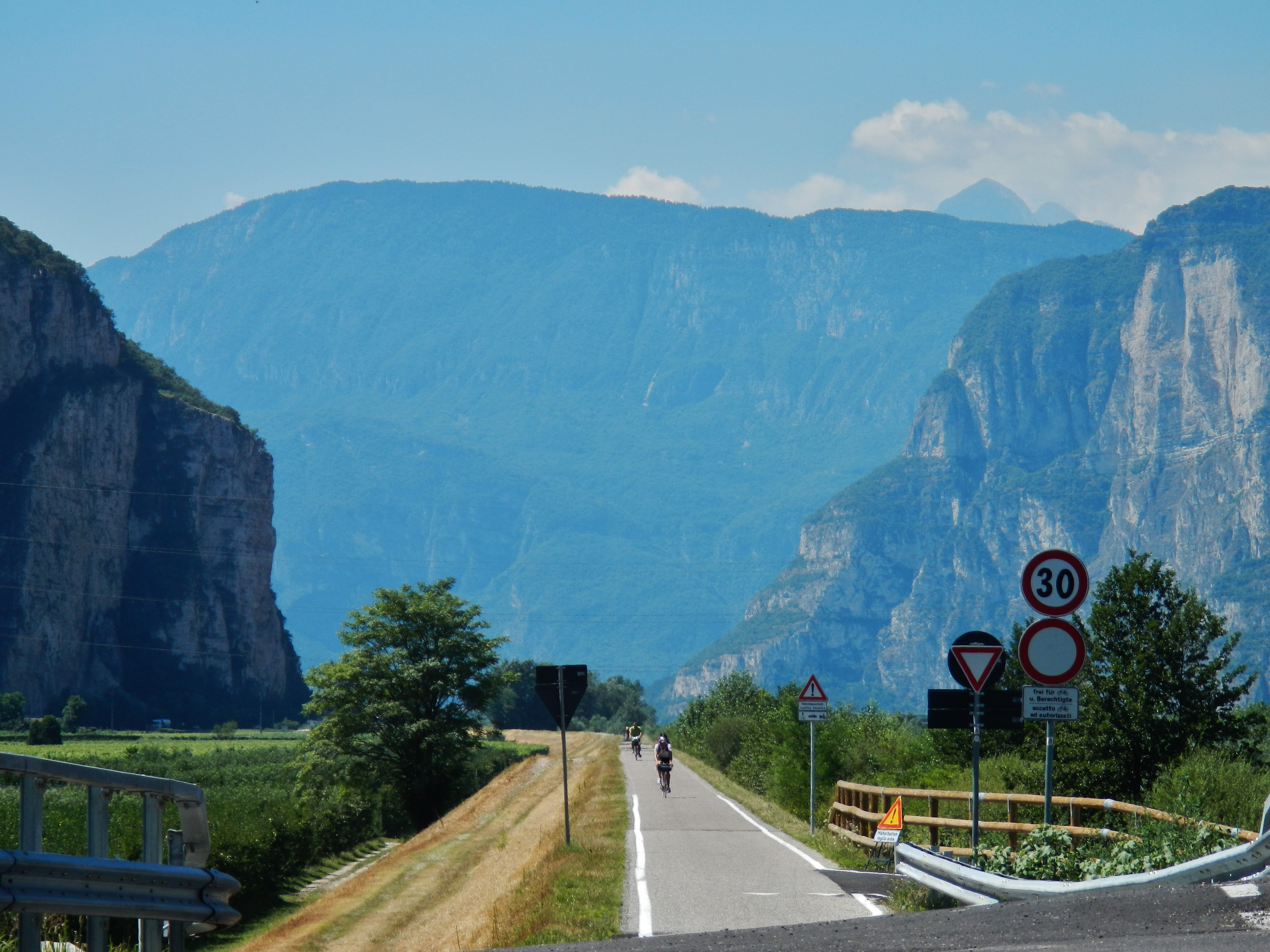
La ciclabile nei pressi del confine provinciale tra Trento e Bolzano

La pista ciclabile parte dal passo di Resia, dove è maggiormente nota come ciclabile della Val Venosta, passando per Merano, si ha un primo svincolo per la ciclabile della Val Passiria; altrimenti si arriva direttamente a Bolzano, il capoluogo altoatesino. Da qui si snodano altre piste ciclabili come ad esempio la ciclabile dell'Oltradige e la ciclabile della Valle Isarco. Se invece si vuole proseguire seguendo la via del fiume Adige basta seguirne la direzione verso sud.
Si passano i vari paesi, sempre immersi nei vigneti, come gli abitati di Laives, Bronzolo, Vadena, Ora, Egna e Salorno dove la ciclabile dell'Oltradige si ricongiunge.

### Tratto Trentino
Da Salorno in breve si sconfina in Trentino dove in totale il percorso è pari a circa 90 chilometri. Poco prima di arrivare al primo paese, San Michele all'Adige, esiste una variante lunga 7 chilometri che porta verso Mezzolombardo e Mezzocorona, denominata "Teroldego" della piana Rotaliana l'agricoltura viticola risulta fiorente grazie alla piana alluvionale del torrente Noce. Proseguendo invece si raggiunge il paese di Nave San Rocco, dove si riguadagna la sponda sinistra dell'Adige.
Intorno al quindicesimo chilometro in territorio Trentino ci si discosta dal fiume per percorrere il centro della valle attraversando il biotopo Foci dell'Avisio. La pista ciclabile prosegue passando dopo circa una 30 di chilometri per la città del Concilio, Trento. Si raggiunge quindi Mattarello e il comune di Besenello, presso il quale si riattraversa l'Adige per portarsi verso il paese di Nomi.
Proseguendo si attraversa Rovereto e si riattraversa, poi, il fiume Adige sulla diga di Mori, da non molto lontano parte la pista ciclabile Rovereto-Lago di Garda. Da questo momento si costeggia la ferrovia del Brennero fino ad arrivare ala frazione di Chizzola (Ala). 
Ora si prosegue verso il comune di Avio, dominato dal castello di Sabbionara, dove gli ultimi chilometri provinciali si percorrono tutti sull'argine dell'Adige, fino ad arrivare a Borghetto sull'Adige in corrispondenza del confine con la provincia di Verona.

### Tratto Veneto
Nel Veneto la ciclabile prosegue sia sulla riva destra che sinistra dell'Adige, sfruttando strade di campagna e arginali della provincia di Verona dapprima e infine quella di Rovigo nei pressi della sua foce a Rosolina; il solo tratto in Veneto è lungo 160 chilometri.
Il percorso ciclabile passa per i forti del gruppo di Rivoli e di Pastrengo (forte Ceraino, forte Monte, forte della Chiusa e forte Rivoli) dopo di che si ha la possibilità di proseguire seguendo la ciclabile Rivoli – Bussolengo, a sua volta parte della ciclovia dei fiumi veneti. Proprio da Rivoli Veronese parte un'altra ciclovia, che conduce dapprima a Garda e infine a Bardolino sul lago di Garda. Si giunge da Bussolengo a Verona, in particolare si arriva al suo quartiere Chievo dove si trova il ponte diga Chievo.
Uscendo da Verona vi è un primo tratto di ciclopista che conduce progressivamente a Cologna Veneta fino a Legnago e un secondo tratto dove si toccano i centri abitati di Badia Polesine, Rovigo, Cavarzere fino a giungere a Rosolina Mare, località dove si trova la foce dell'Adige.
Da sottolineare che una ampia area destra Adige vicino alla foce fa anche parte del Parco Delta del Po MAB UNESCO (Riserva della biosfera).
Nel tratto veneto la via ciclabile scorre quasi interamente interdetta al traffico, eccetto rari mezzi agricoli che possono attraversarla per arrivare verso i campi coltivati. Il dislivello in qualsiasi dei due sensi di marcia è praticamente inesistente.

## Bicigrill
Lungo il percorso ciclabile esistono strutture di ristoro dove i ciclisti possono trascorrere momenti di svago sempre rimanendo a contatto con la natura. Queste sono denominate "Bicigrill" e sono presenti nei pressi di Ora, Salorno, Cadino ("Bicigrill Faedo"), Trento, Nomi, Rovereto e Avio.